# Franciszek z Sieradza
Franciszek z Sieradza (ur. ?, zm. 1516) – malarz, zakonnik, bernardyn.
Związany m.in. z Wartą, Bydgoszczą i Kobylinem. Jego prace nie zachowały się do dziś. Przypuszcza się, że jest autorem obrazu Wniebowzięcie Najświętszej Maryi Panny, znajdującego się dawniej w kościele Bernardynów w Warcie, a obecnie będącego własnością Muzeum Narodowego we Włocławku.